# Flindersia bourjotiana
Flindersia bourjotiana är en vinruteväxtart som beskrevs av Ferdinand von Mueller. Flindersia bourjotiana ingår i släktet Flindersia och familjen vinruteväxter. Inga underarter finns listade i Catalogue of Life.